# 小畑秀文
小畑 秀文（こばたけ ひでふみ、1943年11月12日 - ） は、日本の工学者。東京農工大学学長や、国立高等専門学校機構理事長、かえつ有明中学校・高等学校校長、計測自動制御学会会長などを歴任した。

## 人物・経歴
群馬県出身。1967年東京大学工学部計数工学科卒業。1972年東京大学大学院工学系研究科計数工学専門課程博士課程修了、工学博士、東京大学宇宙航空研究所助手。
1975年東京農工大学工学部電子工学科助教授。1986年東京農工大学工学部電子工学科教授。1993年東京農工大学附属図書館工学部分館長。1995年東京農工大学教授大学院生物システム応用科学研究科教授、東京農工大学評議員。1998年コンピュータ支援画像診断学会副会長。2000年東京農工大学副学長。2001年東京農工大学教授大学院生物システム応用科学研究科長。2002年コンピュータ支援画像診断学会会長。2003年計測自動制御学会副会長。2004年東京農工大学教授大学院生物システム応用科学研究科教育部長、計測自動制御学会会長。2005年東京農工大学学長。2006年日本学術会議連携会員。2012年国立高等専門学校機構理事長。2016年かえつ有明中・高等学校校長。2019年秋の叙勲で瑞宝中綬章受章。専門は信号処理、画像処理など。

## 著書
- 『信号処理』（森下巖と共著）計測自動制御学会 1982年
- 『音声認識のはなし』日刊工業新聞社 1983年
- 『CAIディジタル信号処理』（幹康と共著）コロナ社 1991年
- 『モルフォロジー』コロナ社 1996年
- 『演習で身につくフーリエ解析』（黒川隆志と共著）共立出版 2005年
- 『信号処理入門』（浜田望, 田村安孝と共著）コロナ社 2007年

## 受賞
- 計測自動制御学会賞 1987年[5]
- 計測自動制御学会フェロー 1998年[5]
- 日本医用画像工学会論文賞 2005年[5]
- 電子情報通信学会フェロー 2005年[5]
- 瑞宝中綬章 2019年[2]